# الخطوط الجوية السيبيرية الرحلة 1812
الخطوط الجوية السيبيرية الرحلة 1812 هي طائرة ركاب تجارية من طراز توبوليف تو 154 التابعة للخطوط الجوية السيبيرية أقلعت في 4 أكتوبر 2001 من تل أبيب إلي نوفوسيبيرسك في روسيا وكانت تحمل علي متنها 66 راكبا و12 من أفراد الطاقم وعندما كانت الطائرة تحلق فوق البحر الأسود وسواحل تركيا ضرب صاروخ الطائرة مما أدي إلي قطع أجهزة التحكم بالطائرة مما جعل التحكم مستحيلا.
تحطمت الطائرة في البحر الأسود علي بعد 140 كم شمالي مدينة فاتسا في تركيا وعلي بعد 190 كم من مدينة سوتشي، روسيا وعلي بعد 350 كم من مدينة فيودوسيا، أوكرانيا وقُتل جميع الركاب والطاقم البالغ عددهم 78 شخصا وكان أفتك حادث طيران بين دول تركيا وروسيا وأوكرانيا.